# The Bridge (TV-serie)
The Bridge är en amerikansk TV-serie som hade premiär 10 juli 2013 i USA på TV-kanalen FX. 
Serien är löst baserad på den svensk/danska TV-serien Bron och utspelar sig vid gränsen mellan Mexiko och USA i El Paso, Texas och Juárez, Chihuahua.

## Rollista (i urval)
- Diane Kruger - Det. Sonya Cross
- Demián Bichir - Det. Marco Ruiz
- Annabeth Gish - Charlotte Millwright
- Ted Levine - Lieutenant Hank Wade
- Thomas M. Wright - Steven Linder
- Matthew Lillard - Daniel Frye
- Emily Rios - Adrianna Perez
- Catalina Sandino Moreno
- Sandra Echeverría